# María
María è un comune spagnolo, situato nella comunità autonoma dell'Andalusia.